# Otto Nathanael Nicolai

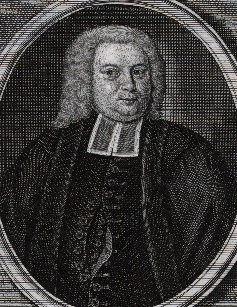
Otto Nathanael Nicolai

Otto Nathanael Nicolai (* 5. April 1710 in Kösseln; † Juni 1788) war ein deutscher evangelischer Theologe.

## Leben
Otto Nathanael Nicolai wurde am 5. April 1710 in Kösseln im Amt Lauchstädt als Sohn des dortigen Predigers Samuel und dessen Frau Maria Concordia, geborene Schrei, geboren. Er wurde zuerst von Hauslehrern unterrichtet, als er aber neun Jahre alt war, starb der Vater, und er wurde vom Bruder seiner Mutter in eine Delitzscher Schule geschickt. Dort sorgten die Lehrer für eine gründliche wissenschaftliche Bildung, wobei er auch die älteren Sprachen erlernte, denen er sich verstärkt widmete, da er diese für ein Theologiestudium benötigte. Seit 1723 besuchte er die Thomasschule zu Leipzig, wo er unter anderem durch deren Rektor Johann Heinrich Ernesti ausgebildet wurde.
1727 begann Nicolai sein Theologiestudium an der Universität Leipzig. Dabei besuchte er zunächst überwiegend Philosophievorlesungen, danach eher theologische. 1733 verteidigte er die Streitschrift De ossibus regis Edom combustis ad Amos 2,1 und wurde im folgenden Jahr nach seiner Arbeit Schediasma philologicum de angelo Israëlitarum per desertum duce ad Exod. 23, 20. 21 zum Magister ernannt. In der Folgezeit hielt er an der Universität Vorlesungen und wurde kurz darauf Vesperprediger am Paulinum. Dabei hielt er weiter Vorlesungen über die hebräische Sprache sowie über Homiletik und lehnte Berufungen in andere Ämter zunächst ab.
Erst 1738 folgte er tatsächlich einer Berufung und wurde Diakon in Naumburg. 1742 wurde er als Diakon an die Magdeburger St. Ulrichskirche berufen.
1747 ernannte die Universität Helmstedt Nicolai zum Lizentiaten der Theologie, wofür er seine Inauguraldissertation de vinea Dei satis quidem culta, sed admodum sterili, ad illustr. locum Es. 5, 1. 2 verteidigte. An ebendieser Universität verteidigte er eine weitere Dissertation, Exercitatio de gratia Dei privativa ad Ps. 121, 4 sqq. und wurde so zum Doktor der Theologie promoviert. Außerdem wurde er in diesem Jahr an der St. Ulrichskirche zum Pastor befördert, da er in seiner Diakonszeit Treue zum Beruf gezeigt hatte. Daneben wurde er Consenior beim geistlichen Ministerium, saß fortan dem geistlichen Gericht bei und wurde Scholarch am dortigen Gymnasium.
Nicolai war seit 1740 mit Johanna Sophia Drechsler, Tochter eines Arztes, verheiratet. Aus der Ehe gingen mehrere Kinder hervor.
Im Juni 1788 starb Nicolai im Alter von 78 Jahren.

## Familie
Nicolai ehelichte am 31. Mai 1740 Johanne Sophie Drechsler, Tochter des Leibarztes D. Johann Melchior Drechsler. Der Ehe entstammten mehrere Kinder.

## Wirken
Nicolai galt seinerzeit als Theologe gründlicher und vielseitiger Bildung besonders auf dem Gebiet der älteren Sprachen. Er schrieb besonders über die kritische Exegese, wobei Heinrich Döring die Schrift praktische Erklärung der beiden Briefe Pauli an die Corinther hervorhebt. Außerdem übersetzte Nicolai ein Werk eines anderen Theologen. Allerdings schrieb er schon 1766, 22 Jahre vor seinem Tod, sein letztes eigenständiges Werk, Beicht- und Communionbuch.

## Werke
- Diss. de ossibus regis Edom combustis, ad Amos 2, 1. (Leipzig 1733)
- Schediasma philologicum de angelo Israëlitarum per desertum duce ad Exod. 23, 20. 21 (Leipzig 1734)
- Deutlicher Unterricht aus dem Worte des Glaubens und der guten Lehre, oder Frag' und Antwort aus allen Glaubensartikeln unserer evangelischen Kirche, nebst den Abweichungen der römischen Kirche (Döring merkt an, dass dieses Werk angeblich fünfmal neuaufgelegt wurde, sich aber nicht herausfinden lässt, wann und wo es erschien.)
- Meletema exegiticum de prophetarum veterum Judaicorum vestitu, ad Zach. 13, 4. (Magdeburg 1746)
- Predigt von den allerheiligsten Bemühungen Gottes bei den Gliedern seiner sichtbaren Kirche (Magdeburg 1747)
- Die heilige Eilfertigkeit Gottes bei dem Tode derjenigen, deren Seelen ihm wohlgefallen; eine Leichenpredigt
- Der Todestag der Gerechten, welcher besser ist, als der Tag ihrer Geburt; eine Standrede
- Die in dem heiligen Abendmahl zubereitete Gnadentafel Jesu Christi, oder Communionandachten
- Diss. inaug. de vinea Dei satis quidem culta, sed admodum sterili, ad illustr. locum Es. 5, 1. 2. (Helmstedt 1747)
- Tractatus theologico-exegeticus de terroribus Hiskiae in faucibus mortis constituti, ad Jes. 33, 10–13 (Helmstedt 1749)
- Dialobus diabolo prejor, sive de gradibus nequitiae diabolicae diversis. Tractatus theologicus, in quo tum veritas rei probatur, tum causae ejus probabiles afferuntur, omnisque materia annotationibus theologicis et exegeticis illustratur, cum variis indicibus sub finem adjectis, adornatus (Magdeburg 1750)
- Exercitatio exegetico-historica de Salvatore Basilidis, Caulacau dicto, ad Jes. 28, 10 Irenaei Lib. I contra Haeres. cap. XXIV (Magdeburg 1750)
- Meletema de servis Josephi medicis, ad Genes. 50, 1. 2 (Magdeburg 1752)
- Das inbrünstige Abba der Gläubigen, oder das heilige Vaterunser, in neun gehaltenen Wochenpredigten; seiner anvertrauten und theuersten Gemeine zu St. Ulrich und Levin in Magdeburg erkläret und vorgetragen, nunmehro aber, auf wiederholtes Begehren, nebst einer Vorrede von dem Herrn Senior Struve an's Licht gestellet (Magdeburg 1752)
- Conspectus Theologiae theticae in XXIX tabellas mnemoneuticas redactae, quibus doctrina orthodoxa plana et cohaerente methodo succincaque brevitate explicatur, locis scripturae classicis solidisque rationibus theologicis confirmatur, et cum definitionum ac decisionum evolutionibus proponitur (Magdeburg 1753)
- Praktische Erklärung der beiden Briefe Pauli an die Corinther, vormals in 125 öffentlichen Betrachtungen der christlichen Gemeine vorgetragen, und nunmehr mit beigefügten nöthigen Anmerkungen zum allgemeinen Nutzen und Gebrauch ausgefertigt, auch mit gehörigen Registern versehen (Leipzig 1756/1757, zwei Bände)
- Diss. inaug. Exercitatio theologica de gratia Dei privativa, ad Ps. 121, 4 sqq. (Helmstedt 1760)
- Predigt von der Frömmigkeit treuer Unterthanen, durch welche der Thron ihres Königs bestehet
- Erste Fortsetzung des Magdeburgischen Cleri (Magdeburg 1765)
- Die Harmonie der vier Evangelisten, angefangen von D. Martin Chemnitius, fortgesetzt von D. Polyc. Lyserus, und zu Ende gebracht von D. Joh. Gerhard. Jetzo aus der lateinischen urschrift zu einem allgemeinen Gebrauch und mit Fleiß in's Deutsche übersetzt, unter Veranstaltung und Aufsicht D. O. N. Nicolai. Nebst nöthigen Registern (Magdeburg 1764/1765; zwei Teile)
- Buß- Beicht- und Communionbuch (Magdeburg 1766)